# Mae bia
Pour plus de détails, voir Fiche technique et Distribution.
Mae bia (thaï : แม่เบี้ย), ou The Snake Lady) est un film thaïlandais de 2001 adapté, pour la seconde fois au cinéma, du roman de l'écrivain Vanij Jarungkijanan (Wanich Jarungkij-anant).

## Synopsis
Mae bia est le récit de la rencontre entre l'homme d'affaires Chanachol (Akara Amarttayakul) et une femme, Mekhala (Mamee Napakpapha Nakprasitte), qui entretient une relation pour le moins étrange avec un cobra.
De retour en Thaïlande après plusieurs années passées à l'étranger, Chanachol s'inscrit à un circuit touristique afin de se refamiliariser avec sa patrie d'origine.
Il est immédiatement attiré par son guide, la belle Mekhala. Elle-même est clairement intéressée... Ils commencent une relation, mais tous les deux ont des secrets cachés...
Chanochol est en effet marié, son épouse Mai Kaew et son fils l'attendant à la maison.
Mekhala a sa propre relation secrète : avec un cobra particulièrement jaloux.

## Distribution
- Mamee Napakpapha Nakprasitte : Mekhala
- Akara Amarttayakul : Chanachol
- Chotiros Kaewpinij : Mai Kaew
- Apinan Prasertwattankul : Poj
- Surang Sae-ung : Nuan
- Natsawas Mansap : Kosum